# Callopistria plena
Callopistria plena är en fjärilsart som beskrevs av Embrik Strand 1921. Callopistria plena ingår i släktet Callopistria och familjen nattflyn. Inga underarter finns listade i Catalogue of Life.